# Вінс Ніл
Вінсент Ніл Уортон (нар. 8 лютого 1961, Голлівуд, Лос-Анджелес, Каліфорнія, США) — американський музикант, співак і композитор, найбільш відомий як фронтмен легендарного глем-метал гурту Mötley Crüe (1981—1992, 1997—2015, та з 2018 — тепер. час).
У 2006 році був включений до рейтингу 100 кращих метал-вокалістів всіх часів за версією Hit Parader (33 місце).

## Життєпис

### Перші роки
Вінс Ніл народився в Голлівуді, штат Каліфорнія, у сім'ї Ширлі та Клуа «Оді» Уортон. Його мати була мексиканського походження, а батько — індіанець. У 1960-х роках його сім'я переїхала в Інґлвуд, а потім оселилася в Глендорі. У підлітковому віці він зацікавився музикою, а також серфінгом , баскетболом, бейсболом, футболом та боротьбою.

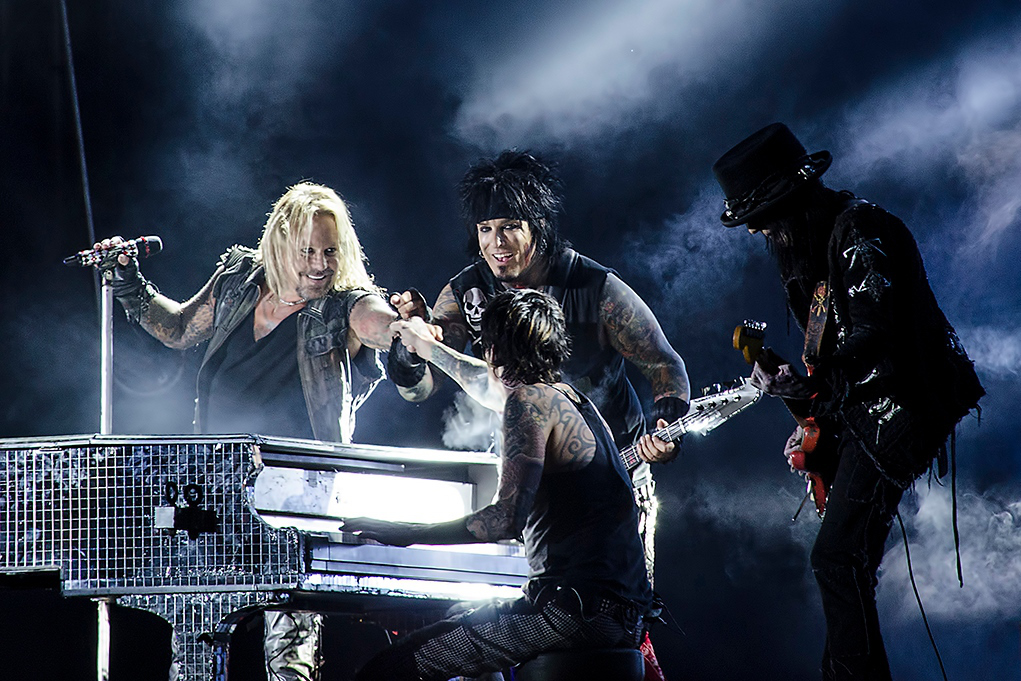
Вінс Ніл у складі Motley Crue на концерті в Швеції.

### Кар'єра
У 1981 році він приєднався до Mötley Crüe  в якій також грав його товариш по середній школі Томмі Лі. 15 грудня 1981 року вийшов дебютний студійний альбом Too Fast for Love. Іншими надзвичайно успішними альбомами є: Shout at the Devil (1983), Theatre of Pain (1985), Girls, Girls, Girls (1987) та Dr. Feelgood (1989), а також Decade of Decadence (1989). Він також брав участь у проекті Hear 'n Aid.

### ДТП
В кінці 1984 року фінський глем-панк гурт Hanoi Rocks перебував в своєму першому американському турі. 8 грудня учасники Hanoi Rocks, за винятком вокаліста, і учасники Mötley Crüe проводили вечірку в будинку Вінса. Після того, як у Ніла скінчився алкоголь, він та барабанщик Hanoi Rocks Ніколас «Раззл» Дінглі вирушили на машині Вінса до винного магазину. Ніл втратив контроль над автомобілем, в результаті чого відбулося зіткнення з іншим авто. Дінглі загинув до приїзду швидкої. Вінса засудили за керування автомобілем в нетверезому стані і за ненавмисне вбивство.

## Цікаві факти
- Вінс Ніл знявся у низці художніх та документальних фільмів (Поліцейська академія 6, Пригоди Форда Ферлейна, Metal: A Headbanger's Journey, Акулячий торнадо 4: Пробудження).
- У 1993 році, під час відпочинку на Гаваях Вінс Ніл записав плівку, на якій він займався сексом з порноакторкою Джанін Ліндмалдер і моделлю Бренді Ледфорд. Компанія Internet Entertainment Group оприлюднила запис в інтернеті під назвою «Janine and Vince Neil Hardcore Uncensored».
- У 2019 на платформі Netflix вийшов художній фільм про гурт Mötley Crüe. Роль Вінса Ніла виконав австралійський актор Деніел Веббер.